# Јован I де ла Рош
Јован I де ла Рош (умро 1280) је био атински војвода од 1263. године до своје смрти.

## Биографија
Јован је био старији син Гаја I де ла Роша, атинског војводе од око 1225. године до своје смрти. Имао је брата Вилијама, који ће га наследити на престолу и четири сестре. Био је образован, добро је говорио грчки језик и читао је Херодота. Године 1275. Јован је са 300 витезова ослободио Неопатру коју је блокирала византијска плаћеничка војска. У тој бици он је изговорио: "Велики је број њихових војника, али је међу њима мало правих људи", цитирајући Херодота који је, о бици код Термопила, рекао: "Персијанци су многобројни, али је правих бораца мало". Наредне, 1276. године, Михаило VIII је напао Еубеју и Тесалију. Јован се придружио Жилберу од Вероне како би одбранили Негропонт нападнут од стране Ликарија. У бици, вођеној код Ватонда, Јован је пао са коња. Заробљен је заједно са Жилбером и многим другим витезовима. Умро је 1280. године. Наследио га је брат Вилијам.